# プロフィール (アルバム)
「プロフィール」は、1981年12月5日に発売されたやしきたかじんの4枚目のアルバム。

## 解説
前作から約2年振り。その間に「Walking On」「砂の十字架」「かりそめのパートナー」3枚のシングルを発表したが本作への収録は見送られた。10曲目「ラスト・ショー」は、たかじんが宝塚歌劇団にゲスト出演した際に歌った楽曲。本作を最後に、たかじんはキングレコードを離れ、翌1983年にビクター音楽産業に移籍。
1992年、本作は初CD化されたが前1980年発売3枚目「明日になれば」とのLP2枚をCD1枚に統合した「2in1」という形で発売。理由非公表のまま「生々流転」曲がCD化されなかった。（「明日になれば」にも同様に当時CD化されなかった楽曲が存在する）。

## 再発
たかじんが2014年1月3日に急逝したことを受け、同年2月26日にキングレコードに遺したオリジナル・アルバム4作品が同日、CDで復刻再発された（本作と「明日になれば」は初めて全曲揃ってCD化された）。

## リリース履歴
| No. | 日付          | レーベル       | 規格 | 規格品番  | 最高順位 | 備考                       |
| --- | ------------- | -------------- | ---- | --------- | -------- | -------------------------- |
| 1   | 1981年12月5日 | キングレコード | LP   | K28A-216  | -        |                            |
| 2   | 1992年6月24日 | キングレコード | CD   | KICS-2132 | -        | 2in1シリーズとしてリリース |
| 3   | 2014年2月26日 | キングレコード | CD   | KICS-3043 | -        | track.3が初CD化            |

## 収録曲
※全作曲：やしきたかじん／全編曲：萩田光雄
1. ジョーカー [04:53]
作詞：山川啓介
2. ココナッツ・シェイド [03:33]
作詞：来生えつこ
3. 生々流転 [03:01]
作詞：いなばきみこ
4. さよならの落としもの [04:06]
作詞：荒木十章
5. 横顔 [04:20]
作詞：篠塚満由美
6. ルームナンバー301 [03:47]
作詞：佐藤雄二、みうらとしかず
7. チャーリーの酒場 [03:14]
作詞：山川啓介
8. お前だけひとり [03:31]
作詞：山川啓介
9. 気楽トンボ [04:14]
作詞：荒木十章
10. ラスト・ショー [04:27]
作詞：荒木十章